# Transformers filmsorozat
A Transformers filmek 2007-ben indult egész estés amerikai filmek, melyek a Transformers franchise-on alapulnak. 2007-ben mutatták be az első Transformers filmet, 2009-ben a Transformers: A bukottak bosszúja, 2011-ben a Transformers: A Hold Sötétsége, 2014-ben a Transformers: A kihalás kora, 2017-ben pedig a Transformers: Az utolsó lovag című filmek kerültek bemutatásra, ezeket Michael Bay rendezte. 2018-ban debütált az ŰrDongó, egy a Franchise rebootja lett, ezt Travis Knight rendezte. A 13. legnagyobb bevételű filmek.

## Michael Bay filmjei

### Transformers (2007)
Az első film. A film nagyon eltér az eredeti képregényektől, mivel Bay úgy gondolta, nem mutatkoznának olyan jól eredeti megjelenésükben. Így hát minden robot más megjelenést kapott, más járművet is. A történet szerint az álcák és az autobotok a Cybertronon az örökszikráért küzdenek, ami végül eltűnik, és a földön reked. Az örökszikra hollétét egy fiú, Sam Witwicky (Shia LaBeouf, magyar hangja: Markovics Tamás) tudhatja.

### Transformers: A bukottak bosszúja (2009)
A Scorpinox nevű álca ellopja Megatron holttestét, és föltámasztja. Az új életre kelt Megatron bosszút esküszik az Autobotok ellen, és minden korábbinál nagyobb erőt gyűjt, hogy legyőzze az ellenfeleit. Nem számol azonban Sammel, akinek sorsa továbbra is a robotokhoz van kötve. Sam ismét összefog az Autobotokkal, hogy felvegye a harcot az Álcákkal. Ám közben a Bukott is feltűnik...

### Transformers 3. (2011)
Optimusz fővezér előtti autobot vezető, Őrszem fővezér Megatronnal akart találkozni, hogy felajánlja az űrhidat, melynek segítségével az álcák leigázhatnák a Földet.

### Transformers: A kihalás kora (2014)
5 év telt el, azóta hogy az autobotok megállították az álcákat a 3. részben. Az emberek megszakították a kapcsolatot az autobotokkal, emellett a CIA titokban levadássza őket, és az álcákat is, hogy végül megtalálják Optimust, hogy Vesztegzár kivégezze. Ebben a filmben már nem Sam Witwicky a főszereplő, illetve az előző részben lévő mellékszereplők sem tértek vissza.

### Transformers: Az utolsó lovag
A földet már nagyon régóta veszély fenyegette. Az utolsó lovag kezében van a jövőnk megmentésének kulcsa. Csak egy világ élheti túl. Az övék vagy a miénk. Az előző 3 részből lévő szereplők visszatértek (Kivéve Sam Witwicky, aki csak egy fotón szerepel és annak barátnője, Mikaela) viszont kevés időt kaptak.

## Reboot film

### ŰrDongó (2018)
Miközben a Transformers 5. részét is tervezték, bejelentettek egy ŰrDongó különálló filmet is, ami Optimus barátját, Űrdongót a felderítő autobotot mutatja be. Egy ideig úgy lett volna, hogy a Transformers 6-al együtt jelenik meg ugyanabban az évben, viszont az 5. rész bukása miatt nem így lett. A rendező itt a korábbi Transformers filmekkel ellentétben Michael Bay helyett Travis Knight lett. Ebben a filmben a robotok visszakapták a képregénybeli megjelenésüket is, bár ŰrDongó arca megmaradt ugyanolyannak, mint az előző részekben. A személyiségét is megváltoztatták: az előző filmekben az önfejűsége és hirtelen haragú tulajdonságait lecserélték barátságosabbá. A film története szerint az autobotok és az álcák háborúznak a Cybertronon, ahol az álcák állnak nyerésre, így hát Optimus kénytelen elküldeni ŰrDongót egy másik bolygóra, a Földre, hogy készítsen elő egy bázist az autobotok számára. Két álca kihallgatja ŰrDongó testvérét, Sziklaugrót, akit később meg is ölnek, így szereznek tudomást a tervről. ŰrDongó a Földön megismerkedik egy lánnyal, akivel jó barátságot köt. A két álca ŰrDongó után a Földre érkezve jelet próbál küldeni a többi álcának, hogy végül elpusztítsák a Földet, de ŰrDongó megállítja őket; a lány deaktiválja a jelet, közben ŰrDongó végez a két álcával, majd elbúcsúzik a lánytól, mondván hogy másokra is szüksége van. ŰrDongó új jármű alakot vesz fel, majd Optimust követve megalapozzák az új otthonukat.

## Folytatások

### ŰrDongó 2. (TBA)
Travis Knight, az első film rendezője elmondta, hogy a pozitív teljesítésnek köszönhetően írják a forgatókönyvet a folytatáshoz.

### Transformers 6. (Megszakított)
Lorenzo Di Bonaventura, az előző filmek fő producere elmondta, hogy készülőben van a Transformers: Az utolsó lovag folytatása a bukás ellenére is. Viszont később kijelentette, hogy mégse lesz.

## Bevétel
| Film                              | Megjelenési dátum  | Box office bevétel     | Box office bevétel | Box office bevétel | Box office helyezés     | Box office helyezés   | Költségvetés | Források |
| Film                              | Megjelenési dátum  | Észak-Amerikai bevétel | Máshol             | Világszerte        | Észak-Amerikai helyezés | Világszertei helyezés | Költségvetés | Források |
| --------------------------------- | ------------------ | ---------------------- | ------------------ | ------------------ | ----------------------- | --------------------- | ------------ | -------- |
| Transformers                      | 2007. Július 3.    | $319.2M                | $390.5M            | $709.7M            | #36 #114(A)             | #95                   | $150M        | [ 3 ]    |
| Transformers: A bukottak bosszúja | 2009. Június 24.   | $402.1M                | $434.2M            | $836.3M            | #18 #81(A)              | #60                   | $200M        | [ 4 ]    |
| Transformers 3.                   | 2011. Június 29.   | $352.4M                | $771.4M            | $1.12bn            | #27 #129(A)             | #15                   | $195M        | [ 5 ]    |
| Transformers: A kihalás kora      | 2014. Június 27.   | $245.4M                | $858.6M            | $1.10bn            | #91                     | #18                   | $210M        | [ 6 ]    |
| Transformers: Az utolsó lovag     | 2017. Június 21.   | $130.2M                | $475.3M            | $605.4M            | #460                    | #146                  | $217M        | [ 7 ]    |
| ŰrDongó                           | 2018. December 21. | $127.2M                | $338.7M            | $465.1M            | #483                    | #229                  | $135M        | [ 8 ]    |
| Totál                             | Totál              | $1.58bn                | $3.26bn            | $4.84bn            |                         |                       | $1.107bn     |          |

## Kritikai visszhang
Az ŰrDongó film kivételével az összes film negatív véleménnyel volt a magas bevételével ellentétben. Az oka, a robotok más kinézete miatt, a több játékidő az embereknek, és a szexista megnyilvánulások. Ráadásul pont egy gyerekeknek készült filmekben. Habár az ŰrDongó film kifejezetten tetszett a kritikusoknak, sokkal kevesebb bevételt ért el az előző részekhez képest.
| Film                              | Rotten Tomatoes    | Metacritic       | CinemaScore |
| --------------------------------- | ------------------ | ---------------- | ----------- |
| Transformers                      | 57% (225 vélemény) | 61 (35 vélemény) | A           |
| Transformers: A bukottak bosszúja | 19% (248 vélemény) | 35 (32 vélemény) | B+          |
| Transformers 3.                   | 35% (254 vélemény) | 42 (37 vélemény) | A           |
| Transformers: A kihalás kora      | 18% (202 vélemény) | 32 (38 vélemény) | A−          |
| Transformers: Az utolsó lovag     | 15% (225 vélemény) | 27 (47 vélemény) | B+          |
| ŰrDongó                           | 93% (220 vélemény) | 67 (37 vélemény) | A−          |

## Külső hivatkozások
- Hivatalos weboldal
- Transformers Filmsorozat az AllMovie oldalon (angolul)